# Phallostethus cuulong
Phallostethus cuulong es una especie de pez ateriniforme de la familia Phallostethidae. Fue descubierto en 2009 pero no fue hasta 2012 cuando fue formalmente descrito. Vive a una profundidad de entre 0.5 y 3.5 m en los canales del delta del río Mekong.
Mide unos 25 mm de longitud y es de color blanco translúcido. Los machos tienen sus gónadas debajo de la barbilla, junto a una sierra dentada y una barra que usa para sostener a la hembra. Su nombre científico hace referencia al río Mekong, cuyo nombre vietnamita es Cuu Long.